# Эмпедрадо (департамент)
Департамент Эмпедрадо  (исп. Departamento de Empedrado) — департамент в Аргентине в составе провинции Корриентес.
Территория — 1937 км². Население — 15109 человек. Плотность населения — 7,80 чел./км².
Административный центр — Эмпедрадо.

## География
Департамент расположен на северо-востоке провинции Корриентес.
Департамент граничит:
- на севере — с департаментом Корриентес
- на северо-востоке — с департаментом Сан-Луис-дель-Пальмар
- на юго-востоке — с департаментом Мбурукуя
- на юге — с департаментом Саладас
- на западе — с провинциями Чако, Санта-Фе

## Административное деление
Департамент включает 1 муниципалитет:
- Эмпедрадо

## Важнейшие населенные пункты[3]
| № | Населённый пункт | Населённый пункт (исп.) | Категория | Население чел. (2010) | На карте                        |
| - | ---------------- | ----------------------- | --------- | --------------------- | ------------------------------- |
| 1 | Эмпедрадо        | Empedrado               | город     | 9258                  | 27°57′08″ ю. ш. 58°48′20″ з. д. |
| 2 | Эль-Сомбреро     | El Sombrero             | поселок   | 707                   | 27°42′12″ ю. ш. 58°46′06″ з. д. |